# 亚历山大·科达
亚历山大·科达爵士（英語：Sir Alexander Korda，1893年9月16日—1956年1月23日），原名凱爾納·山多爾·拉斯洛（匈牙利語：Kellner Sándor László），出生于匈牙利的电影导演和制片人，英国电影工业的主要人物和伦敦电影公司（London Films）的创建人。
1927年，科达在美国导演了他的第一部电影《The Stolen Bride》。到1932年一共在美国制作了16部电影，最后一部为《Service for Ladies》，之后他搬到了伦敦。
在英国，他获得了巨大的成功。1932年，他成立了伦敦电影公司。他的作品丰富，引人注目，包括《亨利八世的私生活》（The Private Life of Henry VIII），该片被提名奥斯卡最佳影片奖，和《伦勃朗》，两部影片都由查尔斯·劳顿主演。